# Ornano (Adelsgeschlecht)

Wappen des Alphonse d’Ornano

Die Familie Ornano ist eine aus Korsika stammende, bis heute bestehende Familie des französischen Adels. Mehrere ihrer Mitglieder waren in Frankreich unter den Königen Franz I., Heinrich IV. und Ludwig XIII., sowie unter den Kaisern Napoleon I. und Napoleon III. bedeutend, darunter drei Marschälle von Frankreich.
Sie stammt aus der Region Ornano südöstlich von Ajaccio.

## Wichtige Familienmitglieder

### Ältere Linie
- Vannina d’Ornano († 1563), Ehefrau von Sampiero Corso (1498–1567)
- Alphonse d’Ornano (1548–1610), Marschall von Frankreich
- Jean-Baptiste d’Ornano (1581–1626), Marschall von Frankreich

Die ältere Linie ist im strengen Sinne eine Linie der Familie Corso. Alphonse d’Ornano legte den väterlichen Namen ab und nahm den seiner Mutter an. Die Linie starb in der vierten Generation aus.

### Jüngere Linie
- Michel-Ange d’Ornano (1771–1859), Diplomat und Deputierter
- Philippe-Antoine d’Ornano (1784–1863), General, Pair und Marschall von Frankreich, Vetter 2. Grades von Napoleon I.
- Rodolphe d’Ornano (1817–1865), Kammerherr Napeoleons III.
- Guillaume d’Ornano (1894–1985), Militärattaché in Polen, Mitbegründer von Lancôme
- Camille d’Ornano (1917–1987), Diplomat
- Paul d‘Ornano (1922–2002), Senator
- Michel d’Ornano (1924–1991), Kulturminister

Durch die Verwandtschaft des Marschalls Ornano mit Napoleon wird diese Linie als Teil der kaiserlichen Familie betrachtet.

## Stammliste der Nachkommen Sampiero Corsos
1. Sampiero Corso, genannt Bastelica († getötet 17. Januar 1567), Seigneur de Benane, Colonel général des Corses; ∞ (Ehevertrag 20. August 1528) Vannina d’Ornano, Erbtochter von François, Seigneur d’Ornano
  1. Alfonse Corse, genannt d’Ornano († 21. Januar 1610 in Paris), Colonel général des Corses, Ritter im Orden vom Heiligen Geist, Marschall von Frankreich; ⚭ 10. Juni 1576 Marie Louise de Grasse de Pontevès de Flassans, Tochter von Durand de Grasse, Seigneur de Flassans
    1. Jean-Baptiste d’Ornano (* Juli 1581; † (vergiftet?) 2. September 1626 auf Schloss Vincennes), Comte de Montlaur, Ritter im Orden vom Heiligen Geist, Marschall von Frankreich, Colonel général des Corses, Lieutenant-général der Normandie; ⚭ Marie de Raymond, Comtesse de Montlaur, Tochter von Louis de Raymond, Marquis de Maubec, Comte de Montlaur, und Marie de Maugiron, Witwe von Philippe d’Agoult, Baron de Grimault, Comte de Sault
    2. Henri François Alphonse d’Ornano, Seigneur de Mazagues, Colonel des Corses, Gouverneur von Tarascon, Crest, Pont-Saint-Esprit und Fort Saint-André in Villeneuve-lès-Avignon, Premier Écuyer von Gaston de Bourbon; ⚭ (Ehevertrag 28. Januar 1615) Marguerite de Raymond de Montlaur, Dame de Sarpèze, Tochter von Louis de Raymond, Marquis de Maubec, Comte de Montlaur, und Marie de Maugiron, Witwe von Claude, Comte de Grolée
      1. Jean Paul d’Ornano († kurz vor 15. Februar 1656), genannt l’Abbé d’Ornano
      2. Marguerite d’Ornano; ⚭ (Ehevertrag 20. Mai 1628) Louis Gaucher Adhémar, Comte de Grignan, Sohn von Louis François Adhémar, Comte de Grignan, und Jeanne d’Ancezune
      3. Marie d’Ornano, Äbtissin von La Ville-Dieu
      4. Anne d’Ornano, Comtesse de Montlaur, Marquis de Maubec, Baronne d’Aubenas; ⚭ François Louis de Lorraine, Comte d’Harcourt, Sohn von Charles II. de Lorraine, Duc d’Elbeuf, und Catherine Henriette de Bourbon (Tochter von Heinrich IV. mit Gabrielle d’Estrées)

    3. Pierre d’Ornano, Abt von Sainte-Croix in Bordeaux, dann Mestre de camp im Regiment des Herzogs von Orléans; ⚭ Hilaire de Lupé, Tochter von Hector de Lupé, Baron de Tingros, Seigneur de Saint-Martin et de Sansac
      1. Jacques Theodor d’Ornano, Marquis de Saint-Martin; ⚭ Catherine de Bassabat, Tochter von Scipion de Bassabat, Seigneur de Lordiac, und Louise de Levis-Mirepoix, Witwe von Jean Louis de Roquelaure, Seigneur de Beaumont
      2. Marie d’Ornano; ⚭ 27. Februar 1659 François de Lasseran-Massencomme, genannt de Montluc, Marquis de La Garde de Miremont, Gouverneur von Orthez, Sohn von Jacques de Lassean-Massencomme-Montluc, Baron de La Garde, und Catherine de Comminges
      3. Tochter; ⚭ Jacques de Marmiesse, Baron de Lussan, Präsident im Parlement de Toulouse

    4. Joseph Charles d’Ornano († 1. Juni 1670 in Paris, 78 Jahre alt), Abt von Montmajour, resigniert, Maître de la garde-robe de Gaston de Bourbon; ∞ Charlotte Perdriel, Dame de Baubigny († kurz vor 12. Oktober 1643)
      1. Gaston Jean-Baptiste († Januar 1674, 36 Jahre alt), Marquis d’Ornano
      2. Anne d’Ornano († 13. Januar 1698); ⚭ 30. März 1669 Louis le Cordier-du-Tronc, genannt le Marquis du Tronc, Seigneur de Varaville
      3. Anne Charlotte d’Ornano († 4. Juni 1682), Damoiselle de Baubigny

    5. Anne d’Ornano; ⚭ (Ehevertrag 13. Oktober 1596) Antoine de Beauvoir de Grimoard du Roure († 2. September 1622 bei der Belagerung von Montpellier), Seigneur de Saint-Just, de Saint-Brez, de Bousquet, d’Aiguese, Comte de Saint-Remezy, Maréchal de camp, Sohn von Antoine de Beauvoir de Grimoard, Comte du Roure, und Claudine de la Fare-Monclar
    6. Louise d’Ornano; ⚭ 1. November 1596 Thomas de Lanche, Seigneur de Moissac
    7. Madeleine d’Ornano; ⚭ Pierre d’Esparbez, Seigneur de Lussan en partie, Sohn von Philippe d’Esparbez, Seigneur de Lussan en partie, und Charlotte de Goulart

  2. Antoine François d’Ornano († getötet in Rom)

### Stammreihe der Verwandten der Bonaparte
- Giovanni Antonio Ornano, 1632 bezeugt; ⚭ Giacominetta Fiorella
- Giovanni Battista Ornano, 1672/73 bezeugt; ⚭ 16. Dezember 1661 Colomba Oneto, Tochter von Splendiano Oneto
- Lodovico Ornano (* Februar 1675); ⚭ Marfisa da Monticchi
- Filippo Antonio Ornano (* 6. Mai 1717); ⚭ 21. März 1745 Maria Geronima Maggiocco, Tochter von Giuseppe Maggiocco
- Lodovico Antonio Ornano (* 7. Juni 1744; † 4. Juni 1816); ∞ 16. Februar 1766 Isabella Maria Buonaparte (* 1744; † 20. Januar 1816), Tochter von Napoléon Bonaparte und Marie Rose da Bozzi
- Philippe-Antoine d’Ornano (* 17. Januar 1784; † 13. Oktober 1863), Pair und Marschall von Frankreich, Vetter 2. Grades von Napoleon Bonaparte; ⚭ 7. Dezember 1816 Maria Łączyńska (* 7. Dezember 1786; † 11. Dezember 1817), Tochter von Graf Mateusz Łączyński und Ewa Zaborowska, Witwe von Graf Anastasius Colonna Walewicz-Walewski, ehemalige Mätresse Napoleons I.
- Rodolphe Auguste d’Ornano (* 9. Juni 1817; † 14. Oktober 1865), Kammerherr Napoleons III.; ⚭ 16. Juni 1845 Aline Elisabeth de Voyer de Paulmy d’Argenson (* 25. Juli 1826; † 24. November 1899), Tochter von Charles Marc René de Voyer de Paulmy, Marquis d’Argenson, und Anne Marie Faure
- Alphonse d’Ornano (* 29. Januar 1848; † 6. Januar 1908); ⚭ 29. April 1882 Maria Colonna d’Istria (* 3. Juli 1853; † 24. August 1920), Tochter von François Marie Pierre Hugues Colonna d‘Istria und Marie Magdelaine Pozzi di Borgo
- Guillaume d’Ornano (* 25. Juni 1894; † 1985), Gründer des Kosmetikherstellers Jean-d’Albert-Orlane (Lancôme), französischer Militärattaché in Polen; ⚭ 21. Mai 1921 Elisabeth Michalska (* 1. August 1901; † 1. Juni 1954), Tochter von Joseph Boleslas Michalsky und Alexandra Morchonowicz
- Michel d’Ornano (* 12. Juli 1924; † 8. März 1991), französischer Politiker und Kulturminister